# 13014 Hasslacher
13014 Hasslacher è un asteroide della fascia principale. Scoperto nel 1987, presenta un'orbita caratterizzata da un semiasse maggiore pari a 3,1502855 UA e da un'eccentricità di 0,1364121, inclinata di 7,10628° rispetto all'eclittica.